# Mobile Suit Gundam (jeu vidéo, Saturn)
Mobile Suit Gundam (機動戦士ガンダム, Kidō Senshi Gundam) est un jeu vidéo de type run and gun développé par CRI et édité par Bandai en décembre 1995 sur Saturn. C'est une adaptation en jeu vidéo de la série basée sur l'anime Mobile Suit Gundam,.

## Histoire
Le jeu reprend dans les grandes lignes l'histoire de science-fiction de Mobile Suit Gundam (1979), premier anime de la franchise Gundam. Dans un contexte de guerre entre la dictature de Zeon et la Fédération terrienne, le héros, Amuro Ray, est un jeune civil résidant sur la colonie spatiale Side 7. Lors d'une attaque de Zeon, il se retrouve par le fait du hasard aux commandes du Gundam (le prototype de mobile suit, ou robot militaire géant, au cœur de la série) et rejoint la Fédération.

## Personnages
Un grand nombre de personnages de la série apparaissent directement dans le jeu (certains autres étant juste mentionnés).
Fédération terrienne
- Amuro Ray
- Hayato Kobayashi
- Kai Shiden
- Bright Noa
- Sayla Mass
- Mirai Yashima
- Fraw Bow
- Matilda Ajan
- Law Sleggar
- Paolo Cassius

Duché de Zeon
- Char Aznable
- Lalah Sune
- Ramba Ral
- Crowley Hamon
- Garma Zabi
- Gihren Zabi
- Dozle Zabi
- M’quve
- Denim

## Système de jeu
Il s'agit d'un jeu de plates-formes en 2D orienté action : le joueur contrôle le Gundam et doit avancer vers la droite en battant les divers ennemis qui se présentent tant sur terre que dans l'espace, à travers douze niveaux. Sur Terre, le robot peut se déplacer latéralement et sauter ; dans l'espace, il peut se mouvoir librement à l'écran. En plus, l'écran avance parfois automatiquement, ou se fige pour les confrontations contre les boss. Plusieurs armes sont à sa disposition, permettant le combat au corps à corps ou à distance.

## Réception
Le jeu sort au Japon le 22 décembre 1995 sur Saturn,, et n'a jamais été traduit à l'étranger. Il est réédité par le label Satakore (サタコレ) le 20 novembre 1997.